# Mankranso
Mankranso lub Mankrangso – miasto i stolica dystryktu Ahafo Ano South w regionie Ashanti w Ghanie,